# Franz Kaufmann (Jurist)
Franz Herbert Kaufmann (* 5. Januar 1886 in Berlin; † 17. Februar 1944 im KZ Sachsenhausen, Oranienburg) war ein deutscher Jurist, Verwaltungsbeamter und Widerstandskämpfer gegen den Nationalsozialismus.

## Leben

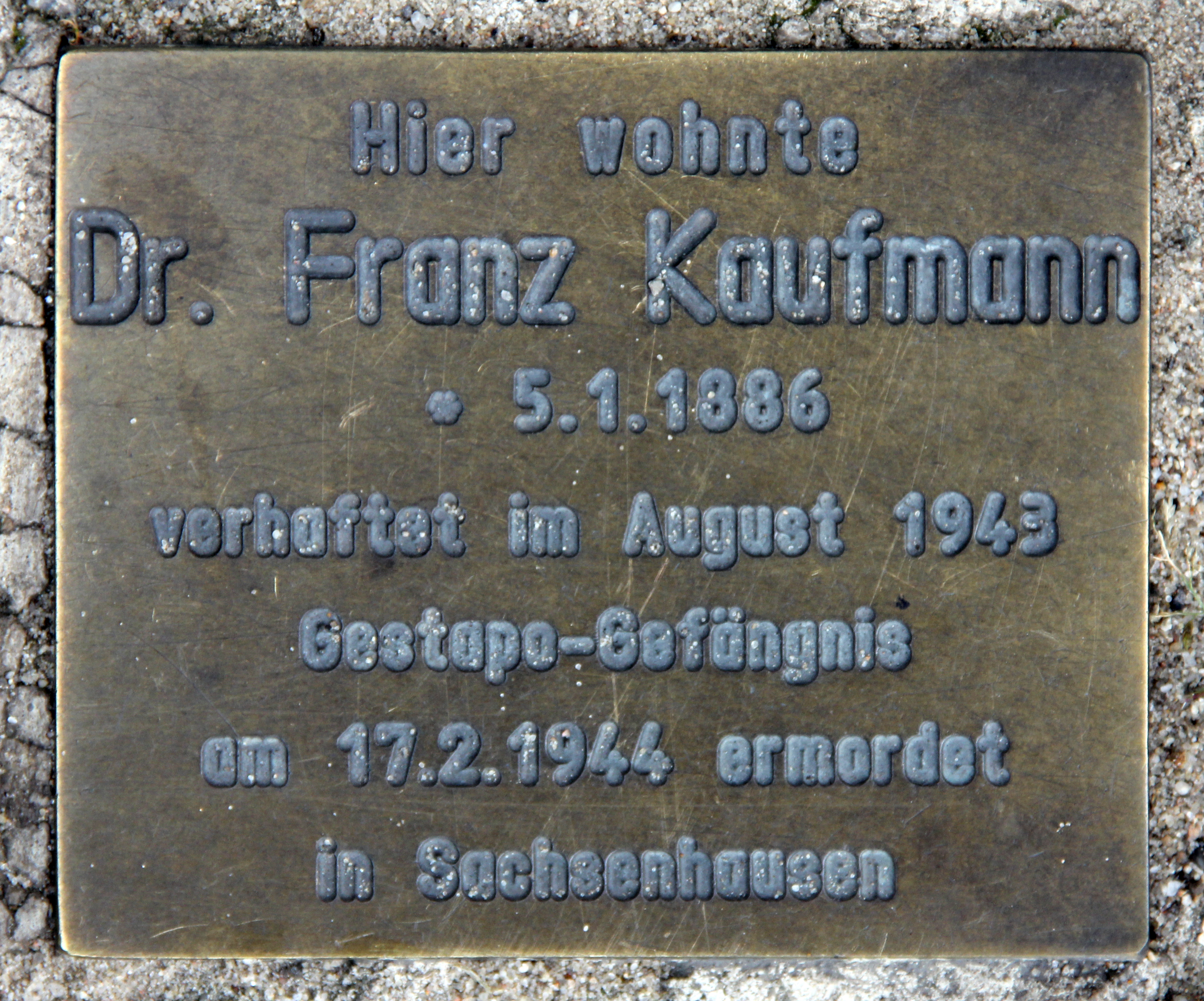
Denkstein am Haus, Kurfürstendamm 125, in Berlin-Halensee

Franz Kaufmann wurde als Sohn des Rechtsanwaltes Felix Kaufmann und der Julie geb. Heimann in der elterlichen Wohnung in der Jüdenstraße 51/52 geboren. Die Eltern waren jüdischer Religion und deutsch-national gesinnt. Die Kinder wurden im evangelischen Glauben erzogen.

### Ausbildung und Militärzeit
1904 legte er am Französischen Gymnasium in Berlin sein Abitur ab und studierte an den Universitäten Heidelberg, München, Halle und Berlin Rechtswissenschaft. Das Studium beendete er 1908 mit dem ersten juristischen Staatsexamen. Er trat danach in das Referendariat ein, das durch seinen Wehrdienst 1909/1910 unterbrochen wurde. Er bestand 1914 das zweite Staatsexamen und wurde zum Militär eingezogen. Er nahm am Ersten Weltkrieg im Heer teil und wurde mehrfach ausgezeichnet. Im März 1918 wurde er durch ein Maschinengewehr schwer verletzt, die Spätfolgen der Verletzung (nervöse Verkrampfungen der Atmungsorgane bis zum Kreislaufkollaps) sollten ihn den Rest seines Lebens begleiten. Ende 1918 schloss er sich Franz Ritter von Epp bei dessen Auseinandersetzungen mit der Münchner Räterepublik an. Er promovierte 1919 an der Universität Kiel.

### Tätigkeit in der Weimarer Republik
Kaufmann war zunächst von 1919 bis 1922 als Magistratsassessor, dann Magistratsrat und schließlich Obermagistratsrat beim Magistrat und späteren Bezirksamt von Berlin-Charlottenburg tätig. Hiernach wurde er als Kommunalfinanzreferent in das Innenministerium Preußens berufen. Da er der Sozialdemokratie eindeutig ablehnend gegenüberstand, wurde er von Carl Severing schon nach kurzer Dienstzeit wieder entlassen. Er trat dann in das Reichsfinanzministerium ein. Er war dort sechs Jahre Referent für Fragen des Finanzausgleichs. 1922 heiratete er Alexa Heubes geb. Josephi (1886–1931). 1927 wurde er zum Oberregierungsrat befördert. Im August 1928 erfolgte eine Versetzung zum Reichssparkommissar. Er wurde dort als Generalreferent mit der Prüfung der württembergischen Landesverwaltung befasst und war damit der Redakteur des „Gutachtens des Reichssparkommissars über die Verwaltung des Landes Württemberg“. In dem Gutachten entwickelte Grundsätze zur Neugliederung von Verwaltungsbezirken und Kommunalverbänden sollten später Einfluss auf Verwaltungsreformen anderer Länder haben. 1931 erhielt Kaufmann vom Reichssparkommissar die Aufgabe zur Gesamtverwaltungsprüfung der Stadtverwaltung Stuttgart. 1932/1933 überprüfte er im Auftrag des Reichssparkommissars die Stadtverwaltung Halles.

### Zeit des Nationalsozialismus
Kaufmann wurde aufgrund seiner Abstammung in der NS-Zeit als Volljude eingestuft. Da er seit 1934 mit der nichtjüdischen Margot von Walther verheiratet war und mit ihr eine Tochter hatte, war er zunächst vor einer Deportation geschützt. Als Mitglied der Bekennenden Kirche baute er zusammen mit Helene Jacobs ein Netzwerk auf, das verfolgten Juden Unterkunft gewährte, sie mit Nahrungsmitteln unterstützte und ihnen mit von dem Grafiker Cioma Schönhaus gefälschten Pässen zur Flucht verhalf. Nach einer Denunziation 1943 wurde er mit vielen anderen verhaftet und schließlich im KZ Sachsenhausen ermordet.